# 마키하라 노리유키
마키하라 노리유키(槇原 敬之, 1969년 5월 18일~)는 일본의 싱어송라이터이자 작곡가, 작사가. 편곡가이다. 맛키 (マッキー)라고도 불린다.

## 개요
본인의 히트곡은 1991년 발매한 〈どんなときも 어떤 때 라도[*]> 와 〈もう恋なんてしない 이제 사랑따윈 안해[*]> 로 모두 백만장 이상의 판매고를 올렸다. 또한 작사, 작곡한 SMAP의 〈世界に一つだけの花 세상에 하나뿐인 꽃[*]〉은 300만장이 넘는 판매량을 기록했다.

## 마쓰모토 레이지와 재판
2006년 10월, 케미스트리에게 제공한 〈약속의 장소〉의 가사 일부에 대해, 만화가 마쓰모토 레이지가 《은하철도 999》의 대사를 도용
했다고 주장했다. 2007년 3월 22일. 마키하라 노리유키가 도쿄 지방 재판소에 저작권 침해 부존재 확인 등 표절했다는 증거를 제출하지 않으면 손해 배상을 하라는 소송을 청구했다.
그 후, 12월 26일에 도쿄 지법은 마쓰모토 레이지의 마키하라 노리유키에 대한 명예훼손을 인정하고 손해 배상 판결을 내렸으나 양쪽 모두 항소, 최종적으로, 마쓰모토 레이지가 “마키하라씨의 사회적인 평가에 상당한 영향을 주었다.”고 사과하며 화해했다.

## 음반 목록

### 정규 음반
- 《키미가와라우트키 키미노무네가 이타마나이요우니》(1990)
- 《키미하달레트 시아와세나 아쿠비오 시마스카.》(1991)
- 《키미하 보쿠노 타카라모노》(1992)
- 《Self Portrait》(1993)
- 《Pharmacy》(1994)
- 《Underwear》(1996)
- 《Such a Lovely Place》(1997)
- 《Cicada》(1999)
- 《타이요》(2000)
- 《Home Sweet Home》(2001)
- 《혼지츠와 세이텐나리》(2002)
- 《Explorer》(2004)
- 《Life in Downtown》(2006)
- 《카나시미난테 난노 야쿠니모 타타나이토 오못테이타》(2007)
- 《Personal Soundtracks》(2008)
- 《후안노 나카니 테오츳콘데》(2010)
- 《Heart to Heart》(2011)
- 《Dawn Over the Clover Field》(2012)
- 《Lovable People》(2015)
- 《Believer》(2016)
- 《Design & Reason》(2019)
- 《요우솔로》(2021)